# Tan Shumei
Dans ce nom chinois, le nom de famille, Tan, précède le nom personnel Shumei.
Pour les articles homonymes, voir Tan.
Tan Shumei (en chinois : 谭淑梅), née le 24 août 1989 à Shaoyang, est une escrimeuse handisport chinoise. Elle évolue dans la catégorie B (athlètes sans équilibre du tronc) à l'épée et au sabre.
Elle se révèle en 2019 en gagnant quatre médailles d'or aux championnats du monde de Cheongju, en individuel et par équipes. Lors des Jeux paralympiques d'été de 2020, à Tokyo, elle récidive en remportant trois médailles d'or sur trois épreuves disputées (le sabre par équipes ne figurant pas au programme de ces Jeux). Après une défaite inaugurale en poules du sabre, Tan est restée invaincue dans tous ses assauts individuels en 5 et en 15 touches
Lors de la finale de l'épée par équipes, disputée contre l'équipe d'Ukraine, Tan tient la dragée haute aux escrimeuses de catégorie A adverses, malgré un handicap plus important, et remporte ses trois assauts, contribuant à la large victoire des Chinoises (40-17).

## Palmarès
- Jeux paralympiques
  -  Médaille d'or à l'épée individuelle aux Jeux paralympiques de 2020 à Tokyo
  -  Médaille d'or au sabre individuel aux Jeux paralympiques de 2020 à Tokyo
  -  Médaille d'or à l'épée par équipes aux Jeux paralympiques de 2020 à Tokyo